# Rossetti (inslagkrater)
Rossetti is een inslagkrater op de planeet Venus. Rossetti werd in 1985 genoemd naar de Engelse dichteres en prozaschrijfster Christina Rossetti (1830-1894).
De krater heeft een diameter van 23,4 kilometer en bevindt zich in het quadrangle Fortuna Tessera (V-2).